# Всеобща декларация за правата на човека
Всеобщата декларация за правата на човека е приета от Общото събрание на ООН на 10 декември 1948 г. Тя е преведена на поне 375 езика и диалекта, което я прави най-превеждания документ в света. Декларацията е първото значително постижение на световната организация в тази област и първото записване на световно ниво на права, чиито носители са всички човешки същества. Тя се състои от 30 члена, които са доразвити в последващи международни споразумения, регионални инструменти за защита на човешките права, национални конституции и закони. Заедно с Международният пакт за икономически, социални и културни права, Международният пакт за гражданските и политическите права и Първия и Втория факултативни протоколи към Международния пакт за граждански и политически права съставя Международната харта за правата на човека. Заедно с нея съществуват законово обвързващи договори с регионално приложение – Африканската харта за правата на човека, Американската конвенция за правата на човека и Европейската конвенция за правата на човека. Основният орган, третиращ проблемите на правата на човека в системата на ООН е Комисията по правата на човека към ООН към Икономическия и социален съвет на ООН включваща 53 представители на страните-членки на ООН. Комитетът има две основни функции – надзор и жалби. Целите и принципите съдържащи се в Международната харта за правата на човека са отразени в конституциите и националните законодателства на държавите членки.

## История

### Концепция
Историята на моралните и ценностни принципи, заложени в Декларацията, може да бъде проследена в развитието на различни религиозни вярвания и културни традиции по целия свят. Европейските философи от ерата на Просвещението разработват Естествени закони (на латински: lex naturalis), според които всички човешки същества се раждат в едно присъщо и естествено „добро“ състояние. От този факт те стигат до заключението, че трябва да съществуват и фундаментални права, които да важат за всеки един човек. Вижданията на тези философи постепенно изграждат единна концепция, която става основа за приемането на Декларации на правата в Англия и САЩ и Декларацията за правата на човека и гражданина във Франция. Първите международни документи от подобно естество са Женевската конвенция от 1864 г., отнасяща се до защитата на ранени противникови войници и на медицинския персонал, грижещ се за тях, и Хагската конвенция от 1899 г., която забранява употребата на химически оръжия.
Натискът за приемане на международен документ от подобно естество набира сили по време на Втората световна война. В обръщението си за състоянието на Съюза през 1941 г. американският президент Франклин Рузвелт призовава за защита на четирите, както той ги нарича – „най-важни“, човешки свободи: на словото и изразяването, на религията и вярата, свобода от лишения, свобода от страх. Това изявление дава тласък на движението, целящо да запише защитата на човешките права част в мирния договор със загубилите войната страни. Подписаната през 1946 г. Харта на Обединените нации „утвърждава вярата в основните права на човека, в достойнството и ценността на човешката личност“ и задължава всички страни-членки „да работят за общото зачитане и осъществяване на човешките права и основните свободи за всички без разлика по отношение на раса, пол, език или религия.“
Престъпленията срещу човечеството, извършени от Нацистка Германия са силен катализатор на движението за защита на човешките права. След като информацията за жестокостите, причинени по време на войната, стават публично достояние, в ООН се формира становището, че Хартата на Обединените нации твърде общо формулира тази материя. Разпоредбите на Хартата могат да придобият някаква сила само с приемането на всеобща декларация, която изрично да упомене всички човешки права. Като резултат в рамките на Обединените нации е формирана Комисия за правата на човека, която да разработи всеобщата декларация.

### Изработване и приемане
Главна роля в изработването на Декларацията играе канадецът Джон Питърс Хъмфри, който току-що е назначен за директор на новосформирания отдел за правата на човека. Задачата му е възложена лично от Генералният секретар на ООН. Останалите членове на комисията за разработване на Декларацията са подбрани така, че да представляват възможно най-широко световната общност. Екипът се състои от представители на следните страни: Австралия, Белгия, ССР Беларус, Египет, Индия, Иран, Китай, Куба, Ливан, Обединеното кралство, Панама, Съединените щати, Съветския съюз, Уругвай, Филипините, Чили, Франция и Югославия. Сред по-известните членове на екипа се открояват имената на Елинор Рузвелт, назначена за председател, нейният заместник – Пенг-чун Чанг, докладчикът Чарлз Малик, Рене Касен, Александър Богомолов и т.н.
Декларацията е приета без гласове против. От гласуване се въздържат представителите на 8 държави: Саудитска Арабия, ЮАР и държавите от социалистическия блок. Сред тях обаче не е България, която става член на ООН едва през 1955 г.
| Гласове „за“ | Въздържали се                                                                                        |
| --- | --- |
| Афганистан Аржентина Австралия Белгия Боливия Бразилия Мианмар Канада Чили Китай Колумбия Коста Рика Куба Дания Доминиканска република Египет Еквадор Салвадор Етиопия Франция Гърция Гватемала Хаити Исландия Индия Ирак Иран Либерия Ливан Люксембург Мексико Нидерландия Нова Зеландия Никарагуа Норвегия Парагвай Пакистан Панама Перу Филипини Тайланд Швеция Сирия Турция Великобритания САЩ Уругвай Венецуела | Белоруска ССР Полша Саудитска Арабия СССР Украинска ССР Чехословакия Югославия Република Южна Африка |

## Преамбюл
Всеобщата декларация започва с Преамбюл, съставен от седем параграфа и е съпроводена с декларация, която „обявява“ Декларацията. Във всеки от членовете е посочена причина за приемането ѝ. В първия параграф се посочва, че признаването на човешкото достойнство на всички хора е в основата на справедливостта и мира в света. Във втория се напомня, че пренебрегването и неспазването на човешките права е довело до варварски действия, които са разгневили съвестта на човечеството, и че четирите свободи: свобода на словото, свобода на убеждение, свобода от бедност и свобода от страх, са „провъзгласени за най-висшите стремежи на хората“. В третия параграф е посочено, че за да не бъдат хората принуждавани да се бунтуват срещу тиранията, човешките права трябва да са защитени с върховенството на закона. Четвъртият параграф свързва човека с развитието на приятелските отношения между нациите. Петият параграф свързва Декларацията с Хартата на Обединените нации, с което се потвърждава вярата в основните права на човека, в достойнството и ценността на човека. В шестия параграф се казва, че всички членове на Организацията на обединените нации се задължават да постигнат всеобщо зачитане и спазване правата на човека и основните свободи, в сътрудничество с Организацията на обединените нации. В седмия параграф се напомня, че за пълното осъществяване на тези ангажименти, „от огромна важност е взаимното разбирателство“.
Тези становища са придружени с „акт за обявяване“ на Декларацията за „общ стандарт, който трябва да се постигне за всички хора и всички народи“, за да могат „всички хора и всички органи на обществото“ чрез обучение и образование да насърчават спазването на тези права и свободи и по пътя на прогресивни мерки на национално и международно ниво да осигурят тяхното всеобщо и ефективно признаване и спазване.

## Структура
В основата си структурата на Декларацията е дело на френския юрист Рене Касен, който изработва втория вариант на документа, въз основа на подготвения от Хъмфри първоначален проект. Устройството ѝ наподобява това на Наполеоновия кодекс. Касен сравнява Декларацията с портика на гръцки храм, който има фундамент, стъпала, четири колони и фронтон. Първите два члена от документа са блоковете, които крепят сградата със заложените в тях принципи на човешкото достойнство, свободата, равенството и братството. Седемте параграфа от Преамбюла, излагащи причините за приемането на Декларацията, са седемте стъпала, водещи към храма. Основната част на документа оформя четири колони. Първата от тях, включваща членовете от 3-ти до 11-и, конституира правата на индивида, като правото на живот и отхвърлянето на робството. Втората колона (чл. 12 – 17) съдържа индивидуалните политически и граждански права. Третата (чл. 18 – 21) се отнася до свободата на религията, убежденията и изразяването, на събиранията и правото да бъде представляван на политическо ниво. В четвъртата колона (чл. 22 – 27) са записани социални, икономически и културни права. В модела на Касен последните три члена на Декларацията представляват фронтонът, който се крепи на колоните и същевременно ги свързва една с друга. Тези членове са свързани с дълга на индивида към обществото и със забраната за употребата на правата, заложени в документа, в противоречие с намеренията на Обединените нации.

## Значение и правно действие

### Значение
Според Книгата на рекордите Гинес, Всеобщата декларация за правата на човека е описана като „най-превежданият документ“ в света. В преамбюла, правителствата задължават себе си и своя народ, чрез прогресивни мерки да осигурят всеобщо и ефективно признаване и спазване на правата на човека, които са посочени в Декларацията. Елеонор Рузвелт подкрепя приемането на документа като декларация, а не като договор, защото счита, че Декларацията би имала същото влияние върху глобалното общество, каквото има Декларацията за независимост в САЩ. Макар че Декларацията не е юридически обвързваща, от 1948 г. тя е приета в повечето държавни конституции или в тях е присъщо нейното влияние. Също така Декларацията служи като основа на все повече международни споразумения, държавни закони и международни, регионални, национални и наднационални институции, които защитават и насърчават правата на човека.
Всеобщата декларация получава признание от редица знаменити личности. Чарлз Малик, ливански философ и дипломат, я нарича „първият по значимост международен документ“, докато Елинор Рузвелт, първият председател на Комисията за защита на правата на човека, който подготвя Декларацията, заявява, че „тя може да се превърне в международната Магна Харта на всички хора по света.“. В реч, произнесена на 5 октомври 1995 г., папа Йоан Павел II нарича Всеобщата декларация за правата на човека „един от най-висшите изрази на човешката съвест на нашето време.“. В изявление на 10 декември 2003 г., на вниманието на Европейския съюз, Марчело Спатафора казва, че тя поставя „човешките права в центъра на рамката от принципи и задължения, оформяйки отношенията в рамките на международната общност.“.

### Правно действие
Въпреки че Декларацията сама по себе си не е договор, тя изрично дефинира значението на думите „основни свободи“ и „човешки права“, които се намират в Хартата на Обединените нации, която е задължителна за всички държави членки. Именно затова, Всеобщата декларация е основен документ на ООН. Също така много международни адвокати смятат, че Декларацията е част от международното прецедентно право и че е мощен инструмент при извършване на дипломатически и морален натиск върху правителства, които нарушават който и да е член на Декларацията. На Международната конференция по правата на човека на Обединените нации през 1968 г. е препоръчано, Декларацията да е „задължение на всички държави членки на международната общност“ към всички хора. Декларацията служи като основа на две задължителни споразумения за човешките права на ООН, а именно Международното споразумение за граждански и политически права и Международното споразумение за икономически, социални и културни права. Принципите на Декларацията се разработени и в международни споразумения като: Международната конвенция за премахване на всички форми на расова дискриминация, Международната конвенция за премахване на всички форми на дискриминация на жените, Конвенцията на ООН за правата на детето, Конвенцията на ООН против изтезанията и много други. Голям брой национални правителства, професори, адвокати, конституционни съдилища и обикновени хора се позовават на принципите на Декларацията за защита на техните човешки права.
Всеобщата декларация допълва Устава на ООН. Тя вече е съставна част на обичайното международно право.

## Критика

### В Ислямския свят
Някои мюсюлмански страни критикуват Всеобщата декларация за правата на човека за това, че текстовете ѝ не взимат предвид спецификите на ислямския начин на живот. През 1982 г. иранският представител в Обединените нации Сайед Раджайе-Кхорасани изразява позицията на своята страна относно Декларацията. Той заявява, че документът отразява само „светското схващане на юдео – християнските традиции“, които не могат да бъдат приложени от никой мюсюлманин без той да престъпи Шариата. Това противопоставяне скоро приема и нови форми след като през 1990 г. в Кайро е приета Декларацията за човешките права в исляма. Мюсюлманските страни, членки на Организацията Ислямска конференция приемат тази декларация и препотвърждават тази си позиция на конференция през 2000 г. В новия документ се посочва, че хората имат право на „свобода и достоен живот в съответствие с Шариата“, без да се гарантират изрично ключови права като свободата на вероизповеданията или равенството на половете. Освен това тя изключва възможността за прилагането на Всеобщата декларация, заявявайки, че единственият източник за разясняване на членовете ѝ е Шериатът.

### Критики от либертарианците
Либертарианците и някои консерватори смятат, че положителните права, които едни хора трябва да осигурят, отричат неотменните права на други хора. Във връзка с декларацията за правото на безплатно здравеопазване в член 25, Андрю Бисел, поддръжник на обективизма, казва: „Здравеопазването не расте на дърво. Ако това право трябва да се даде на някои хора, средствата за гарантирането му трябва да бъдат конфискувани от други хора... Никой няма да иска да работи в областта на медицината, ако наградата за многото години образование и обучение не му се плати честно, а вместо това той получи пациенти, които смятат, че имат право на нечии усилия и правителство, управляващо точно тези умове, от които зависи живота на пациентите.“.

### Образование
Много поддръжници на алтернативно образование, най-вече ънскулинг, влизат в спор с Член 26, който казва, че „Началното образование трябва да бъде задължително“. Във философията на Джон Холт и други, задължителното образование нарушава правото на човек мирно да преследва своите интереси. Това е единственото употребяване на думата „задължително“ в целия документ.

### Правото да откажеш да убиваш
Групи като „Амнести интернешънъл“ и „Противници на войната“ се застъпват „правото на отказ да убиваш“ да бъде добавено към Всеобщата декларация. „Противници на войната“ заявява, че правото на възражение по съвест на военната служба се генерира главно от, но все още не е изрично посочено в член 18 на Декларацията: правото на свобода на мисълта, съвестта и религията.
Предприети са стъпки в рамките на Организацията на обединените нации, за да си внесе повече яснота на това право; но тези стъпки са ограничени до вторични, „по-незначителни“ документи на ООН. Ето защо „Амнести интернешънъл“ биха искали това право да бъде категорично посочено в първичен документ, а именно самата Всеобща декларация.
| „ | Към правата, залегнали във Всеобщата декларация за правата на човека, може да се добави още едно от съществено значение. Това е „правото да откажеш да убиваш“. | “ |
| Асистентът на Генералният секретар на Организацията на обединените нации и лауреат Нобелова награда за мир, Шон Макбрайд, Нобелова лекция, 1974 г. | |   |

### Декларация от Банкок
В Декларацията от Банкок, която е приета от министрите на азиатските страни на среща през 1993 г., предшестваща Световната конференция по правата на човека, азиатските правителства потвърждават ангажиментите си по отношение на принципите на Хартата на Обединените нации и Всеобщата декларация за правата на човека. Те изясняват позициите на взаимната зависимост и неделимостта на правата на човека и подчертават необходимостта от универсалност, обективност и неселективност на човешките права. Въпреки това, те също така поставят акцент върху принципа на самостоятелност и принципа на ненамеса и настояват да се сложи по-голямо ударение върху икономическите, социалните и културните права, и по-специално на правото на икономическо развитие, отколкото на гражданските и политическите права. Декларацията от Банкок се счита за изразяване на гледната точка на „азиатските ценности“ и предлага задълбочена критика на универсализма на човешките права.

### Опровержение на някои критики
Въпреки културните различия е налице значителна „универсалност“ между културите. Холандският юрист Пол Клитер твърди, че във всички култури са застъпени някои основни принципи като например справедливостта. Всяка култура има забрана за убийство и кражба, задължение за справедливо третиране при несправедливост, и задължението да защитава слабите срещу тиранията на владетелите. Друго възражение на културния релативизъм е, че това лесно води до произвол.
На практика, разликите между културите са малки. Така, в началото на 20 век телесното наказание в повечето страни по света е възприета наказателна практика, а в днешни дни – само в няколко страни. Броят на наложените присъди за смърт в света е много пъти по-малък, отколкото преди един век. Робството е забранено навсякъде. Около 1900 г. жените почти никъде нямат избирателни права, а това право в началото на 21 век е почти универсално.
Правата, провъзгласени във Всеобщата декларация, са основа на много потвърдени и обвързващи договори. Конвенциите са широко приети, дори и от страни, които са критикувани от Всеобщата декларация. Критиките, че Всеобщата декларация има „западен“ произход, не са исторически точни.
В различни документи, включително тези от Виена през 1993 г., много политици подчертават, че всички човешки права от Декларацията са „неделими и взаимосвързани“. В декларацията няма йерархия на правата на човека. В действителност, има конфликтна ситуация между вещните права (правото на собственост) и правата, които зависят от други (например право на образование) и това представлява нарушения на правата на други (тяхното право на собственост). Апелативния съд в Гент постановява през 2004 г., че правото на свобода на словото е подчинено на правото на човек да не бъде дискриминиран.

## Честване
По повод на годишнината от декларацията, две години по-късно (1950 г.) ООН обявява 10 декември за Международен ден за правата на човека. Датата се чества от различни обществени и религиозни групи, организации за защита на човешките права, парламенти, правителства и от самите Обединени нации. Празниците по случай кръглите годишнини от подписването на декларацията често са придружени и със събития, целящи да повишат познанията и разбирането на хората за човешките права и тяхната защита. Последната подобна годишнина беше през 2008 г., когато се навършиха шест десетилетия от приемането на документа. През цялата година (от 10 декември 2007 до същата дата на 2008 г.) Обединените нации провеждаха мероприятия под наслов „Достойнство и справедливост за всички нас“ по целия свят.

## В България
По повод 60-а годишнина от приемането на документа, Народното събрание на Република България приема декларация, в която заявява своята категорична подкрепа. Конституционният съд на Република България приема Конвенция за защита на правата на човека и основните свободи. Всеобщата декларация се посочва в редица документи на български институции, включително и омбудсмана на Република България в неговото становище относно участието на българските граждани с двойно гражданство в управлението на страната.